# 복시테인 준동형
호몰로지 대수학에서 복시테인 준동형(Бокштейн準同型, 영어: Bockstein homomorphism)은 아벨 군의 짧은 완전열에 의하여 생성되는 코호몰로지 연산이다.

## 정의
공사슬 복합체의 짧은 완전열이 주어졌다고 하자.
{\displaystyle 0\to C^{\bullet }{\xrightarrow {\iota }}D^{\bullet }{\xrightarrow {\pi }}E^{\bullet }\to 0}
그렇다면, 지그재그 보조정리를 사용해 다음과 같은 코호몰로지 긴 완전열을 만들 수 있다.
{\displaystyle \Sigma \operatorname {H} _{\bullet }(E){\xrightarrow {\beta }}\operatorname {H} ^{\bullet }(C){\xrightarrow {\iota _{*}}}\operatorname {H} ^{\bullet }(D){\xrightarrow {\pi _{*}}}\operatorname {H} _{\bullet }(E)}
연결 사상 {\displaystyle \beta }을 복시테인 준동형이라고 한다. 여기서
{\displaystyle (\Sigma C)_{\bullet }=C_{\bullet -1}}
는 사슬 복합체의 현수이다.
사슬 복합체의 호몰로지의 경우에도 마찬가지로 복시테인 준동형이 존재한다. 일반적으로, 원래 (공)사슬 복합체의 등급이 {\displaystyle \deg d}라면, 복시테인 준동형의 등급 역시 {\displaystyle \deg d}이다.

### 복시테인 스펙트럼 열
공사슬 복합체 {\displaystyle C_{\bullet }}의, 등급 {\displaystyle n}의 단사 자기 사상
{\displaystyle f\colon \Sigma ^{n}C^{\bullet }\to C^{\bullet }}
이 주어졌다고 하자. 그렇다면, 다음과 같이 짧은 완전열을 적을 수 있다.
{\displaystyle 0\to \Sigma ^{n}C^{\bullet }{\xrightarrow {f}}C^{\bullet }{\xrightarrow {q}}\operatorname {coker} f\to 0}
그렇다면, 이에 대한 코호몰로지를 취하면 다음과 같은 완전쌍을 얻는다.
{\displaystyle \Sigma ^{n}\operatorname {H} ^{\bullet }(C){\xrightarrow {f_{*}}}\operatorname {H} ^{\bullet }(C){\xrightarrow {q_{*}}}\operatorname {H} _{\bullet }(\operatorname {coker} f){\xrightarrow {\beta }}\Sigma ^{-1}\operatorname {H} _{\bullet }(\operatorname {coker} f)}
이에 대하여 유도되는 스펙트럼 열을 복시테인 스펙트럼 열(Бокштейн spectrum列, 영어: Bockstein spectral sequence)이라고 하며, 그 첫 쪽은 다음과 같다.:Theorem 3.8(a)
{\displaystyle E_{1}^{p,q}={\begin{cases}\operatorname {H} ^{p(1-n)+q}(\operatorname {coker} f)&p\geq 0\\0&p<0\end{cases}}}
{\displaystyle d^{n}=q_{*}\circ \beta }
{\displaystyle \deg d^{n}=(r,1-r)}
만약 {\displaystyle n>0}이며 {\displaystyle \operatorname {H} ^{\bullet }(\operatorname {coker} f)}가 하계를 갖는다면 (즉, {\displaystyle \{n\in \mathbb {Z} \colon \operatorname {H} ^{n}(\operatorname {coker} f)\neq 0\}}가 하계를 갖는다면), 이는 다음으로 수렴한다.:Theorem 3.8(b)
{\displaystyle E_{n}^{p,q}\Rightarrow \operatorname {H} ^{p+q}(C)}
마찬가지로 호몰로지의 경우에도 복시테인 스펙트럼 열을 적을 수 있다.

## 예

### 스틴로드 연산
가장 흔히 쓰이는 복시테인 준동형은 다음 짧은 완전열로부터 유도한, 코호몰로지에 대한 준동형들이다.
{\displaystyle 0\to \mathbb {Z} /n\to \mathbb {Z} /n^{2}\to \mathbb {Z} /n\to 0}
그렇다면, 위상 공간 {\displaystyle X} 위의 특이 사슬 복합체에 대하여 다음과 같은 짧은 완전열이 존재한다.
{\displaystyle 0\to C(X)\otimes \mathbb {Z} /n\to C(X)\otimes \mathbb {Z} /n^{2}\to C(X)\otimes \mathbb {Z} /n\to 0}
이로부터 다음과 같은 복시테인 준동형을 유도한다.
{\displaystyle \beta \colon H^{n}(X,\mathbb {Z} /n)\to H^{n+1}(X,\mathbb {Z} /n)}
이는 다음과 같은 성질들을 만족시킨다.
- {\displaystyle \beta ^{2}=0} ({\displaystyle n}은 3 이상의 소수)
- {\displaystyle \beta (a\smile b)=\beta (a)\smile b+(-)^{\deg a}a\smile \beta (b)}

따라서, 이 복시테인 준동형은 (등급 달린) 라이프니츠 법칙을 만족시키는 (등급) 미분을 이룬다.

### 정수 슈티펠-휘트니 특성류
이와 비슷하게, 짧은 완전열
{\displaystyle 0\to \mathbb {Z} /n\to \mathbb {Z} \to \mathbb {Z} \to 0}
에 대한 복시테인 준동형
{\displaystyle \beta \colon H^{n}(X,\mathbb {Z} /n)\to H^{n+1}(X,\mathbb {Z} )}
또한 쓰인다. 예를 들어, 정수 슈티펠-휘트니 특성류 {\displaystyle W^{n}(X)\in H^{n}(X,\mathbb {Z} )}는 (일반) 슈티펠-휘트니 특성류 {\displaystyle w^{n-1}(X)\in H^{n-1}(X,\mathbb {Z} /2)}에 복시테인 준동형을 가하여 얻는다.

## 역사
메예르 펠릭소비치 복시테인(러시아어: Ме́ер Фе́ликсович  Бокште́йн, 1913~1990)이 도입하였다.